# Kurt Jara
Kurt Jara est un footballeur international et entraîneur autrichien né le 14 octobre 1950 à Innsbruck. Il a participé aux Coupes du monde 1978 et 1982.

## Biographie

### En club
Kurt Jara commence sa carrière de footballeur dans sa ville natale au Innsbrucker SK (de)puis à 18 ans rejoint le Wacker Innsbruck qui évolue au plus haut niveau en Autriche. Après cinq saisons et un titre de champion national en 1971, le milieu de terrain qui a marqué au total 40 buts rejoint le FC Valence en Espagne.
Deux saisons plus tard il prend la direction du MSV Duisbourg car le FC Valence avait trop de joueurs étrangers dans son effectif : à cette époque en Espagne, il n'était autorisé que d'en aligner deux par équipe. Or Valence avait aux côtés de Jara un certain Johnny Rep ainsi que Salif Keïta. Il rejoint donc la Bundesliga, reste cinq saisons dans le club de la Ruhr, avant d'effectuer une pige chez le voisin de Schalke 04 puis de terminer sa carrière de joueur au Grasshopper Club Zurich, où il remporte trois titres de champion de Suisse ainsi qu'une Coupe.
Son plus grand succès est la participation à la demi-finale de la Coupe UEFA 1978-1979 avec le MSV Duisbourg, éliminé par le futur vainqueur, le Borussia Mönchengladbach.

### En équipe nationale
Kurt Jara débute le 11 juillet 1971 avec l'équipe d'Autriche, dans un match amical contre le Brésil à São Paulo, où il rentre en jeu à la 51e minute et égalise à 1 but partout. Ce match nul devant 130000 spectateurs, chez le champion du monde en titre, constitue un exploit pour les Autrichiens.
Avec l'Autriche il participe à la Coupe du monde de football 1978 en Argentine puis à celle de 1982 en Espagne. Il ne sera ensuite plus sélectionné, puis en 1984, à 34 ans, lorsque l'Autriche est en difficulté pour une nouvelle qualification pour la Coupe du monde, le sélectionneur Erich Hof le rappelle pour organiser le milieu de terrain. Kurt fera mieux, marquant l'unique but de la rencontre contre les Pays-Bas. Cependant, l'Autriche, à égalité de points avec les Néerlandais, ne se qualifiera pas, à cause d'une différence de buts défavorable.

### Carrière d'entraineur
Dès la fin de sa carrière de joueur au Grasshopper il enchaîne dans le même club sa carrière d'entraineur. Il y reste deux saisons avant de connaître plusieurs destinations, d'abord en Suisse, au FC Saint-Gall puis au FC Zurich, avant un retour au pays au VfB Mödling, un nouveau départ en Grèce et ensuite à Chypre, avant un retour dans sa ville natale. 
Au FC Tirol Innsbruck, il remporte deux titres de champion d'Autriche, en 2000 et 2001.
Après deux expériences en Allemagne, où il remporte une Coupe de la Ligue avec Hambourg SV en 2003, il revient en Autriche et s'engage avec le Red Bull Salzbourg.
Il ne restera qu'une saison à Salzbourg, remplacé à la fin de la saison 2005-2006 par le duo Giovanni Trapattoni et Lothar Matthäus. Le patron de Red Bull, Dietrich Mateschitz ayant reproché à Kurt Jara des incohérences dans les transferts de joueurs. Il s'ensuivra une série de procès contre le patron de Red Bull, il faudra attendre 2009 pour que les faits reprochés à Jara soient rejetés. Dans un autre procès contre Dietrich Mateschitz, à la suite de son licenciement, Kurt Jara sera débouté.

## Palmarès

### Joueur
- Demi-finale de la Coupe UEFA 1978-1979 avec MSV Duisbourg
- Champion d'Autriche  en 1971 avec Wacker Innsbruck
- Coupe d'Autriche en 1970 et 1973 avec Innsbruck
- Champion de Suisse en 1982, 1983 et 1984 avec Grasshopper Club Zurich
- Vainqueur de la Coupe de Suisse en 1983 avec Grasshopper Club Zurich

### Entraineur
- Finaliste de la Coupe des Alpes en 1987
- Champion d'Autriche en 2000 et 2001 avec FC Tirol Innsbruck
- Coupe de la Ligue d'Allemagne en 2003 avec Hambourg SV.